# Dilema
Un dilema (del latín dilemma y este del griego δίλημμα “dos premisas”) es un argumento formado por dos proposiciones contrarias y disyuntivas: al conceder o negar cualquiera de estas dos proposiciones, queda demostrado aquello que se quería probar. 
En el lenguaje cotidiano, se entiende al dilema como un problema que puede resolverse a través de dos soluciones pero que ninguna de las dos resulta completamente aceptable o, por el contrario, que las dos son igualmente aceptables. En otras palabras, al elegir una de las opciones, la persona no queda del todo conforme. Lo que hace un dilema es poner a un individuo en una situación de duda, debatiéndose entre dos alternativas. El dilema puede generarse por diversas cuestiones: profesionales, morales, etc. Es frecuente que la persona se debata entre una opción “correcta” (aquello que supone que debe hacer) y una opción “sentimental” (aquello que siente que quiere hacer). 
El dilema se utiliza en ocasiones como recurso retórico, en la forma "debes optar por A o B"; en este caso, A y B serían proposiciones que conducen a conclusiones adicionales. Usado de este modo, el dilema puede, en algunas ocasiones, llegar a proponer tres soluciones, con lo que no se habla de dilema sino de trilema, dilema de tres soluciones, ninguna de las cuales es completamente aceptable, (A, B o C). La aparición de un dilema a lo largo de una argumentación puede invalidar su eficacia, siendo así considerada una falacia.
El dilema planteado como argumento es llamado argumento cornuto.

## Tipos de dilemas

### Dilemas morales
En ellos se plantean temas generales, que a veces son de difícil ubicación en la realidad, pero quienes los analizan reconocen que son siempre posibles en determinadas ocasiones de la vida real. Se suelen obtener de la literatura, de los medios de comunicación o de la propia imaginación de quien los elabora. Las situaciones y los personajes generalmente están alejados del mundo real de los sujetos a los que se les proponen,que se parecen en algo a otras situaciones vividas o conocidas por el sujeto, o bien algún miembro de su entorno social o familiar es susceptible de reflejarse en la narración. Este tipo de dilemas presentan menos interés para el alumno al faltarles la riqueza y la variedad de la propia experiencia, pero pueden favorecer el razonamiento como habilidad discursiva.
Los dilemas morales son narraciones breves en las que se plantea una situación posible en el contexto con la finalidad de que los alumnos lleven a cabo una reflexión y analicen una posible solución.
La discusión de dilemas morales pretende la creación de puntos de vista por parte de los alumnos, ya que entre ellos se establece un debate que les permite replantearse posiciones y razonamientos para determinar ciertas cuestiones morales.

### Dilemas morales reales
Estos plantean situaciones conflictivas sacadas de la vida diaria y de sus problemas. Se basan en hechos reales, cercanos en el tiempo o en el espacio a los sujetos y suelen extraerse de los distintos medios de comunicación, de situaciones o sucesos históricos, de situaciones o vivencias personales, entre otros. (problemas de libertad, sexo, conciencia personal). Este tipo de dilemas son más motivadores y facilitan la implicación de los sujetos participantes que, de una u otra manera, ven reflejadas en ellos situaciones más o menos cercanas.
En uno de los trabajos de Kant, Fundamentación de la metafísica de las costumbres, él dice que cada vez que las personas miran de forma externa a los dilemas morales, están condenados al fracaso. De acuerdo a Kant, la brújula moral interna funciona bien siempre que el fundamento del razonamiento moral esté basado en la noción de que todos los seres racionales son fines en sí mismos. Kant afirma que si algo existe que tiene en sí un valor absoluto, entonces, al ser un fin en sí mismo, podría ser un terreno para definir leyes.